# 希吉馬吉涅
50°11′30″N 35°39′58″E / 50.19167°N 35.66611°E
希希馬希內（烏克蘭語：Шигимагине）是位於烏克蘭東部的村莊，由哈爾科夫州博霍杜希夫區的博霍杜希夫市鎮負責管轄。該村始建於1694年，面積0.41平方公里，海拔高度144米，2001年人口66，人口密度每平方公里161人。